# Raniero de Split
Raniero de Split o Raniero de Spalato o de Cagli o de Fonteavellana (Italia, ca. 1110 - Split, Dalmacia, 1180) fue un monje italiano, obispo de Cagli (Marcas, Italia) y arzobispo de Split (Dalmacia, actual Croacia). Es venerado como santo por la Iglesia católica.

## Biografía
No se sabe el momento ni el lugar de nacimiento, hacia el primer cuarto del siglo XII en la Romaña, Bolonia, Umbría o las Marcas, en el norte de Italia. Ingresó en la Orden de Fonte Avellana, rama de los camaldulenses, en el monasterio de Fonte Avellana, donde vivió durante muchos años dedicado a la oración, la vida semieremítica y el estudio. Entre 1156 y 1175 fue obispo de Cagli; en 1160 presidió el funeral de Ubaldo de Gubbio, obispo al que había conocido en Fonte Avellana, y también en Gubbio resolvió un conflicto entre la diócesis y un abad. En 1175 fue nombrado arzobispo de Spalatro, actual Split. Viajó a Constantinopla a visitar al emperador bizantino, al que rindió homenaje Split. 
Defendió los derechos eclesiásticos en la ciudad y sobre un conflicto por unas tierras, en un bronca, un grupo de ciudadanos airados lo mataron a pedradas el 4 de agosto de 1180 en Serengene.

## Veneración
Desde su muerte fue tenido como mártir y comenzaron a atribuírsele milagros, como el nacimiento de una fuente en el lugar donde murió. Fue enterrado en la iglesia de San Benito Extramuros de Spalatro, que lo tomó como mártir. En el siglo XVII, para proteger las reqliquias del santo de las incursiones turcas, fueron trasladadas a Santa María de Taurelis, hasta que en el 1676 volvieron a la primera iglesia. Hoy las reliquias se conservan en un reliquiario de la catedral de Split.
Paulo V concedió en 1613 una indulgencia a quien visitara la iglesia del santo el día de su festividad. El culto fue confirmado definitivamente en 1690 por Alejandro VIII, que lo proclamó copatrón de la archidiócesis (con San Domnio) y, en 1819, patrón de Cagli el 9 de febrero de 1819. 